# Eumenidae
Eumenidae är en omstridd familj av steklar. Eumenidae ingår i överfamiljen Vespoidea, ordningen steklar, klassen egentliga insekter, fylumet leddjur och riket djur. Enligt Catalogue of Life omfattar familjen Eumenidae 4345 arter. Enligt Svensk taxonomisk databas är familjen föråldrad och ska ej användas

## Bildgalleri

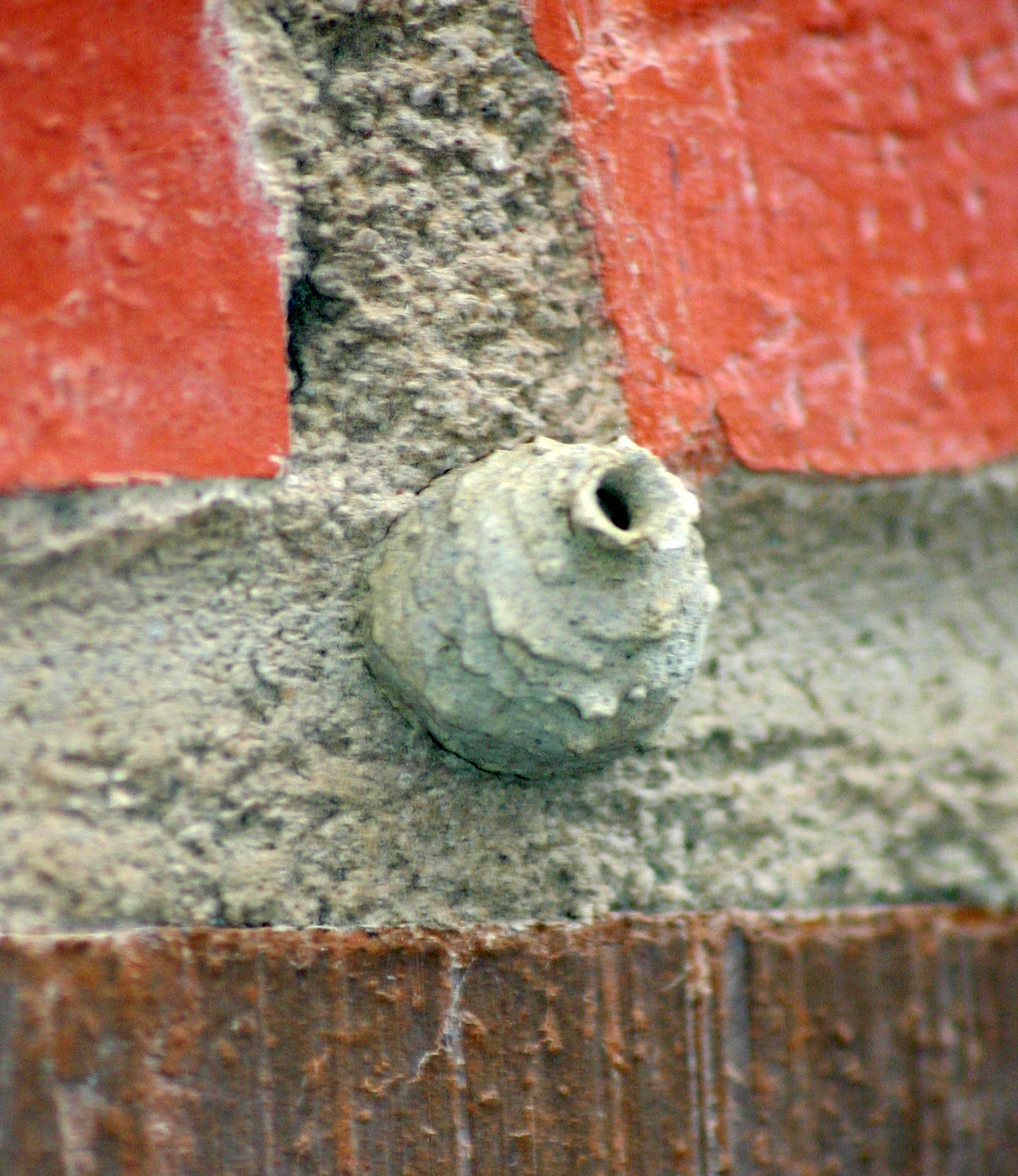
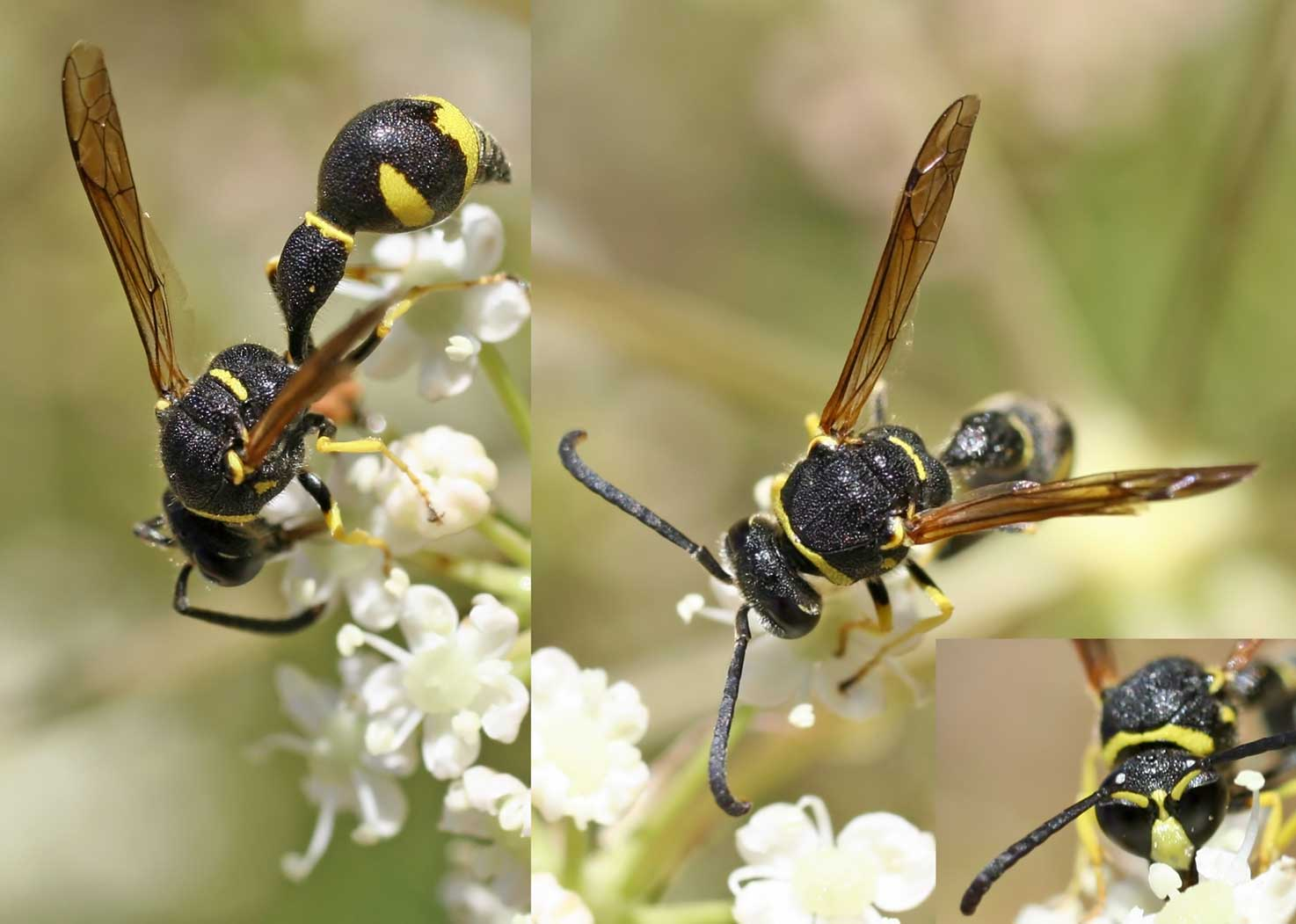
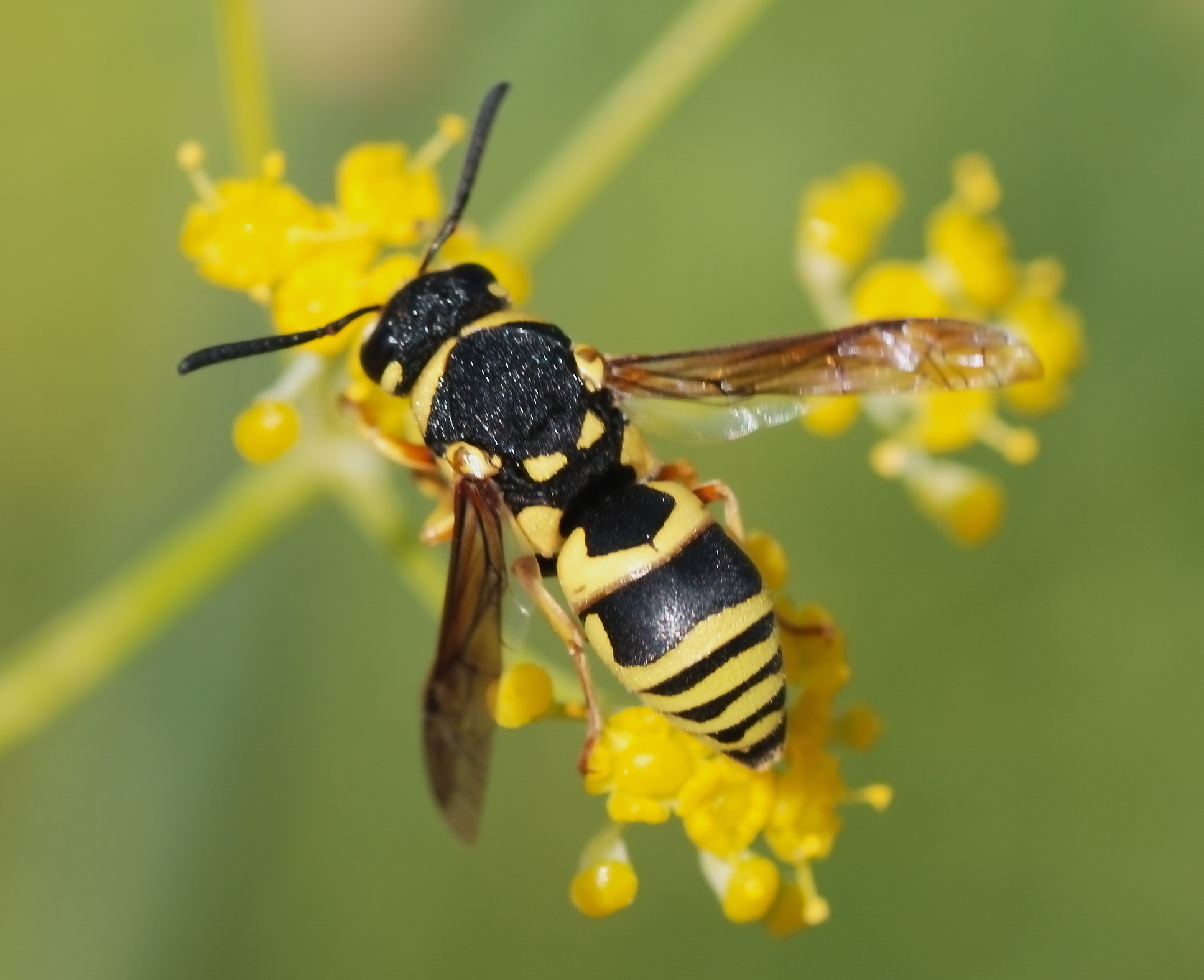
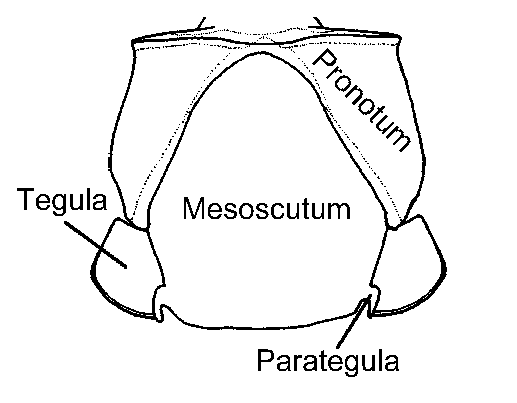

## Dottertaxa till Eumenidae, i alfabetisk ordning[1]
- Abispa
- Acanthodynerus
- Acarepipona
- Acarodynerus
- Acarozumia
- Afrepipona
- Afreumenes
- Afrodynerus
- Afrogamma
- Afroxanthodynerus
- Alastor
- Alastorynerus
- Alfieria
- Allepipona
- Allodynerus
- Allorhynchium
- Alphamenes
- Ancistroceroides
- Ancistrocerus
- Antamenes
- Antepipona
- Anterhynchium
- Antezumia
- Antodynerus
- Apodynerus
- Araucodynerus
- Archancistrocerus
- Argentozethus
- Aruodynerus
- Asiodynerus
- Astalor
- Australodynerus
- Australozethus
- Brachymenes
- Brachyodynerus
- Brachypipona
- Calligaster
- Carinstrocerus
- Catilostenus
- Cephalastor
- Cephalochilus
- Cephalodynerus
- Cerceris
- Chartergus
- Chelodynerus
- Chlorodynerus
- Chlunodynerus
- Clorodynerus
- Coeleumenes
- Coelodynerus
- Convextrocerus
- Covextrocerus
- Crassodynerus
- Crastinocerus
- Crestocranius
- Ctenochilus
- Cuyodynerus
- Cyphodynerus
- Cyphomenes
- Cyrtalastor
- Cyrteumenes
- Cyrtolabulus
- Delta
- Deuterodiscoelius
- Diemodynerus
- Discoelius
- Dolichodynerus
- Ectopioglossa
- Elimus
- Elisella
- Epiodynerus
- Epsilon
- Eremodynerus
- Erodynerus
- Estiella
- Eudiscoelius
- Eumenemorphus
- Eumenes
- Eumenestiferus
- Eumenidiopsis
- Eumicrodynerus
- Euodynerus
- Eustenancistrocerus
- Flammodynerus
- Flavoleptus
- Gamma
- Gastrodynerus
- Gibberrhynchium
- Gibbodynerus
- Gioiella
- Giordania
- Globepipona
- Globodynerus
- Gribodia
- Gymnomerus
- Hemipterochilis
- Hemipterochilus
- Hirtocoelius
- Hoplomerus
- Hypalastoroides
- Hypancistrocerus
- Hypodynerus
- Incodynerus
- Intereuodynerus
- Interzumia
- Irianmenes
- Ischnocoelia
- Ischnogasteroides
- Jucancistrocerus
- Katamenes
- Kennetia
- Knemodynerus
- Labochilus
- Labus
- Laevimenes
- Lamellodynerus
- Latimenes
- Latrodynerus
- Leionotus
- Leptocheilus
- Leptochiloides
- Leptochilus
- Leptodynerus
- Leptomenes
- Leptomenoides
- Leptomicrodynerus
- Leptopterocheilus
- Leucodynerus
- Lissepipona
- Lissodynerus
- Macrocalymma
- Malagassodynerus
- Malayepipona
- Malgachemenes
- Maricopodynerus
- Masaris
- Mecodynerus
- Megacanthopus
- Micreumenes
- Microdynerus
- Minixi
- Mitrodynerus
- Monobia
- Monodynerus
- Montezumia
- Nannodynerus
- Nesodynerus
- Nestocoelius
- Nirtenia
- Nortonia
- Nortozumia
- Odontodynerus
- Odynerus
- Okinawepipona
- Omicrabulus
- Omicroides
- Omicron
- Onychopterocheilus
- Orancistrocerus
- Oreumenes
- Oreumenoides
- Ovodynerus
- Pachodynerus
- Pachycoelius
- Pachymenes
- Pachyminixi
- Pachyodynerus
- Parachilus
- Paragymnomerus
- Paralastor
- Paraleptomenes
- Paralionotulus
- Paramischocyttarus
- Parancistrocerus
- Paranortonia
- Pararaphidoglossa
- Pararrhynchium
- Paravespa
- Paravespula
- Parazumia
- Pareumenes
- Parifodynerus
- Parodontodynerus
- Parodynerus
- Philippodynerus
- Phimenes
- Pirhosigma
- Plagiolabra
- Plocancistrocerus
- Polistepipona
- Postepipona
- Proepipona
- Protodiscoelius
- Pseudabispa
- Pseudacaromenes
- Pseudagris
- Pseudalastor
- Pseudepipona
- Pseudochilus
- Pseudodontodynerus
- Pseudodynerus
- Pseudoleptochilus
- Pseudomicrodymerus
- Pseudomicrodynerus
- Pseudonortonia
- Pseudopterocheilus
- Pseudosymmorphus
- Pseudozethus
- Pseudozumia
- Pseumenes
- Psiliglossa
- Pterocheilus
- Pterochilus
- Pteromenes
- Raphiglossa
- Raphiglossoides
- Rhaphiglossa
- Rhopalosoma
- Rhynchagris
- Rhynchalastor
- Rhynchium
- Rugomenes
- Rygchium
- Santamenes
- Smeringodynerus
- Sphaeromenes
- Sphex
- Spinilabochilus
- Stellepipona
- Stenancistrocerus
- Stenochilus
- Stenodyneriellus
- Stenodyneroides
- Stenodynerus
- Stenonartonia
- Stenosigma
- Stroudia
- Subancistrocerus
- Symmorphus
- Synagis
- Synagris
- Synargris
- Syneuodynerus
- Tachyancistrocerus
- Tachymenes
- Trachyodynerus
- Tricarinodynerus
- Trichodynerus
- Tropidodynerus
- Tuleara
- Vespa
- Xanthodynerus
- Xenorhynchium
- Zeta
- Zeteumenes
- Zeteumenidion
- Zethus